# Centre des sciences de santé de l'université du Nord du Texas
Le Centre des sciences de santé de l'université du Nord du Texas (en anglais : UNT Health Science Center, abrégée UNTHSC), est une institution de niveau universitaire de l'université du Nord du Texas fondée en 1970 et située dans le quartier culturel de Fort Worth, dans l'État américain du Texas.
L'UNTHSC comprend le Collège de médecine ostéopathique Texas (TCOM), l'École supérieure des sciences biomédicales, l'École de santé publique, l'École des professions de la santé, le Collège système UNT de pharmacie, ainsi que d'autres centres et instituts.
UNT santé - UNTHSC est le programme de la pratique de la faculté (TCOM), il vise à fournir des soins directs aux patients. UNT Santé gère plus de 600 000 visites de patients par an. 170 médecins du groupe pratiquent dans 40 spécialités et sous-spécialités médicales et chirurgicales, y compris l'allergie / immunologie, médecine familiale, cardiologie, neurologie, gynécologie obstétrique, oncologie, orthopédie, psychiatrie, médecine du sport et de la neurochirurgie.

## Composantes

### Texas College of Osteopathic Medicine (TCOM)
Fondé en 1970, le Collège de médecine ostéopathique Texas (TCOM) est une école de médecine d'ostéopathie soutenue par l'État, de l'University of North Texas Health Science Center. Initialement créé comme une institution privée à but non lucratif sur le campus de l'hôpital ostéopathique de Fort Worth, TCOM a commencé à recevoir un financement de l'État en 1971 et est devenue officiellement une partie de l'université North Texas State en 1975  quand la législature du Texas a voté au Sénat le projet de loi 216, qui a fait de TCOM une école médicale de l'État. TCOM était la deuxième école de médecine ostéopathique affiliée à une université. Le collège accorde le diplôme de docteur en médecine ostéopathique (DO).
TCOM a actuellement 685 étudiants et plus de 300 membres du corps professoral clinique à temps plein en sciences fondamentales. Le corps professoral à temps plein est complété par plus de 400 membres du corps professoral à temps partiel.  TCOM est classée 48e école de médecine pour les soins primaires par l'US Nouvelles et World Report,. Environ 55 pour cent des diplômés de TCOM pratiquent la médecine de soins primaires (médecine familiale, médecine interne, pédiatrie, obstétrique et gynécologie), tandis que le restant sont des spécialités allant de la médecine aérospatiale à la médecine vasculaire.
Les sites des cliniques sont : John Peter Smith (JPS) Hospital à Fort Worth, Harris Methodist Hospital à Fort Worth, Plaza Medical Center à Fort Worth, Cook Children's Hospital à Fort Worth, Methodist Dallas Medical Center à Dallas, Houston Methodist Hospital à Houston, Driscoll Children's Hospital au Corpus Christi, San Jacinto Methodist Hospital à Baytown, Conroe Regional Medical Center à Conroe, Bay Area Medical Center au Corpus Christi, et Good Shepherd Medical Center à Longview.
Les programmes comprennent la dermatologie, la médecine familiale, la chirurgie générale, la médecine interne, la médecine neuromusculaire, la pédiatrie, la psychiatrie, la radiologie. Les programmes de bourses comprennent la cardiologie, la gastro-entérologie, la médecine gériatrique interne (Gériatrie), la cardiologie interventionnelle, la médecine neuromusculaire, la médecine palliative, et la rhumatologie.
TCOM offre également des programmes de doubles diplômes  (D.O./ Master of Public Health|M.P.H., D.O./M.S., D.O./Ph.D.) avec l'École de santé publique et l'École supérieure des sciences biomédicales,, un programme d'admission précoce est disponible pour les étudiants qualifiés de l'UNT et de l'Université du Texas à Dallas.

### École doctorale de sciences biomédicales
L'École supérieure des sciences biomédicales a été créé en 1993 lorsque le département des sciences biomédicales à l'UNT a été transféré au Centre des sciences de la santé.
L'École supérieure des sciences biomédicales offre un diplôme de doctorat en sciences biomédicales ainsi que des doubles diplômes (DO / MS et DO / PhD), avec des options pour se spécialiser en biochimie et biologie moléculaire, la biologie du cancer, la science cardiovasculaire, la biologie cellulaire, physiologie intégrative, de la microbiologie et de l'immunologie, la neurobiologie du vieillissement, de la pharmacologie et les neurosciences, la médecine physique, l'anatomie structurelle, les sciences visuelles, et des sciences biomédicales intégrative. Les programmes de Mastères spécialisés sont disponibles dans la biotechnologie, la gestion de la recherche clinique, génétique médico-légale, la science des animaux de laboratoire, et les sciences médicales,.

### École de santé publique
L'École de la santé publique (SPH) a été fondée en 1999. Les programmes des diplômes en SPH comprennent un Master en administration de la santé (MGSS), Master en santé publique (MPH), docteur en santé publique (DrPH), et un doctorat en sciences de la santé publique. Des programmes de certifications supérieures sont disponibles dans la santé publique et les systèmes d'information géographiques (SIG).
SPH offre également des programmes de doubles diplômes avec TCOM, le département d'anthropologie de l'UNT et l'université du Texas à Arlington, l'École des Infirmières.

### École des professions de la santé
L'École de professions de la santé à UNTHSC a commencé avec le programme d'adjoint (PA) au médecin en 1997, qui est devenu le premier programme accordé par le Texas à l'attribution Master of Physician Assistant Studies (MPAS). Le programme de AMP est actuellement classé 38e au niveau universitaire par l'US Nouvelles et World Report.
L'école offre également un doctorat en physiothérapie (DPT).

### Collège système UNT de pharmacie
En 2011, la législature du Texas a autorisé la création d'un collège de pharmacie à UNTHSC. Le collège a inscrit sa classe inaugurale de docteur en pharmacie (PharmD) étudiants en 2013,.

## UNT santé
UNT santé est l'entité des médecins de UNTHSC. Il comprend 170 médecins de presque toutes les spécialités médicales qui pratiquent dans plus de 30 cliniques à travers le comté de Tarrant ainsi que les hôpitaux de la région. UNT santé gère plus d'un demi million de patients chaque année.

## Bibliothèque
The Gibson D. Lewis Health Science Library's collections, met à disposition plus de 20 000 titres de revues, 67 000 livres et bases de données d'informations médicales mondiales. Elle permet aux élèves et aux professeurs UNTHSC l'accès aux dernières recherches cliniques en sciences fondamentales.

## Centres et instituts
- Osteopathic Research Center
- North Texas Primary Care Practice-Based Research Network
- Geriatric Education and Research Institute
- Institute for Cancer Research
- Cardiovascular Research Institute
- North Texas Eye Research Institute
- Physical Medicine Institute
- Texas Center for Music and Medicine
- Consortium on Alzheimer's Research and Education

## Personnalités liées
- Bryan E. Bledsoe, auteur, professeur médecine d'urgence, critique médecine ostéopathie.
- J. D. Sheffield, physicien  à Gatesville, au Texas
- Michael R. Williams, Président UNTHSC
- Scott Ransom, ancien président UNTHSC
- Ronald R. Blanck, ancien UNTHSC, et actuel chaire chairman of the board of Uniformed Services University of the Health Sciences
- Donald W. Reynolds, en 2008, la Fondation Donald W. Reynolds a offert 1,998,504 $ à l'UNT Texas Health Science Center afin d'établir un programme de développement de la faculté de gériatrie pour les médecins généralistes, urgentistes, chirurgiens et ostéopathes en milieux ruraux[30].

## En savoir plus
- (en) Texas College of Osteopathic Medicine: The First Twenty Years, C. Ray Stokes (Éditeur), février 1991, University of North Texas Press,  (ISBN 0-929398-17-3)